# Felicjan Kowarski
Felicjan Szczesny Kowarski (8 tháng 11 năm 1890 - 22 tháng 9 năm 1948) là một họa sĩ và nhà điêu khắc người Ba Lan. Ông từng tham gia cuộc thi nghệ thuật tại Thế vận hội mùa hè năm 1936.

## Tiểu sử

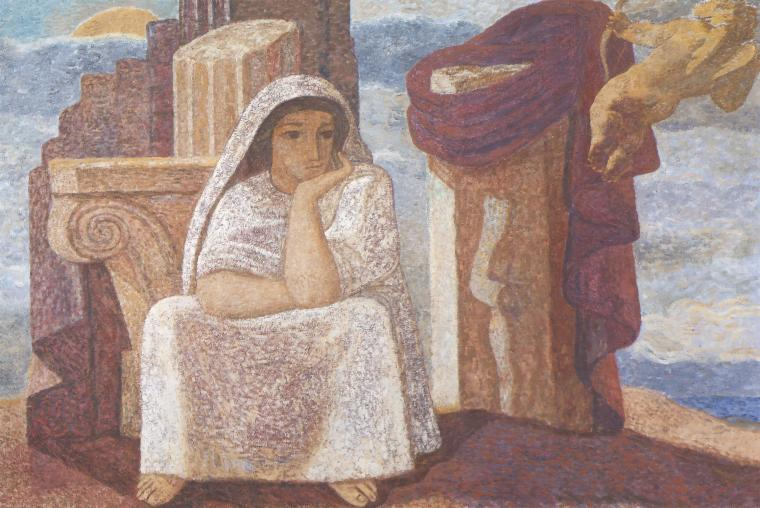
Elektra (1947)

Kowarski bắt đầu học vẽ từ năm 8 tuổi với họa sĩ Wiktor Sołomowicz ở Odessa. Trong những năm 1902-1908, ông theo học tại một trường nghệ thuật của Hiệp hội Mỹ thuật Odessa. Ông tiếp tục học tại Học viện Mỹ thuật ở St.Petersburg từ năm 1910. Năm 1918, ông trở thành đại diện của Hội thảo Khoa học và Nghệ thuật Tự do của St.Petersburg. Sau đó, ông tiếp tục đi du học ở Munich.
Năm 1923, Kowarski trở thành người đứng đầu của xưởng vẽ tranh trang trí tại Học viện Mỹ thuật ở Kraków. Ông đã thực hiện các chuyến đi nghiên cứu đến Ý và  Paris. Năm 1930, nghệ sĩ chuyển đến Warsaw, nơi ông được đề cử làm giáo sư tại Học viện Mỹ thuật. Trong thời gian quân Đức chiếm đóng Ba Lan, Kowarski chuyển đến Skierniewice. Sau khi Thế chiến thứ hai kết thúc, ông quay lại giảng dạy tại Học viện Mỹ thuật ở Warsaw.
Kowarski chủ yếu được biết đến qua những bức tranh treo tường hoành tráng, chẳng hạn như bức tranh treo tường ở lâu đài Wawel. Nghệ sĩ cũng vẽ một số bức tranh về các vấn đề xã hội và chính trị, chẳng hạn như Giai cấp vô sản (1948, trong bộ sưu tập của Bảo tàng quốc gia ở Warsaw).